# Roccamena
Roccamena (sicilià Roccamena) és un municipi italià, dins de la ciutat metropolitana de Palerm. L'any 2007 tenia 1.796 habitants. Limita amb els municipis de Bisacquino, Contessa Entellina, Corleone i Monreale.

## Administració
| Període | Identitat          | Partit        |
| ------- | ------------------ | ------------- |
| 2008-   | Salvatore Graffato | Llista cívica |